# Tetramorium anodontion
Tetramorium anodontion is een mierensoort uit de onderfamilie van de Myrmicinae. De wetenschappelijke naam van de soort is voor het eerst geldig gepubliceerd in 1979 door Bolton.